# Celestia
Celestia es un programa de simulación astronómica 3D que permite a los usuarios explorar el universo y los objetos celestes que se encuentren catalogados. Adicionalmente, también puede funcionar como planetario, sin que el usuario se encuentre limitado a la superficie terrestre a diferencia de otros programas como Stellarium. Gracias a la tecnología de OpenGL, es capaz de mostrar objetos en distintas escalas.
Es un programa gratuito y de código abierto publicado bajo la GPL, creado en 2001 por Chris Laurel. Actualmente se encuentra disponible para AmigaOS 4, Linux, macOS, Microsoft Windows, iOS y Android.
Su desarrollo se detuvo en el año 2013, la última versión publicada antes del cese se realizó en el año 2011. A partir de 2013, el equipo de desarrollo se centró en el desarrollo de Celestia.Sci, un explorador cosmológico capaz de representar galaxias y planetas, lentes gravitacionales y otras mejoras de forma realista y científicamente precisas. Sin embargo, desde que el foro de Celestial Matters cerró en 2020 no ha habido novedades sobre el desarrollo del programa. Su creador, Chris Laurel, creó Fifth Star Labs luego de detenerse el desarrollo de Celestia y comenzó a trabajar en la aplicación iOS Sky Guide. A finales de 2016, se ha restaurado el foro oficial de Celestia y se reanudó el desarrollo.
Desde su web oficial, puede descargarse la última versión estable de Celestia, la versión 1.6.3 lanzada el 20 de abril de 2023. El programa ha sido adaptado para dispositivos móviles desde 2020 y continua en desarrollo. Desde 2001 hasta la fecha ha alcanzado más de 12 millones de descargas en SourceForge.

## Funciones
- Guía de viajes

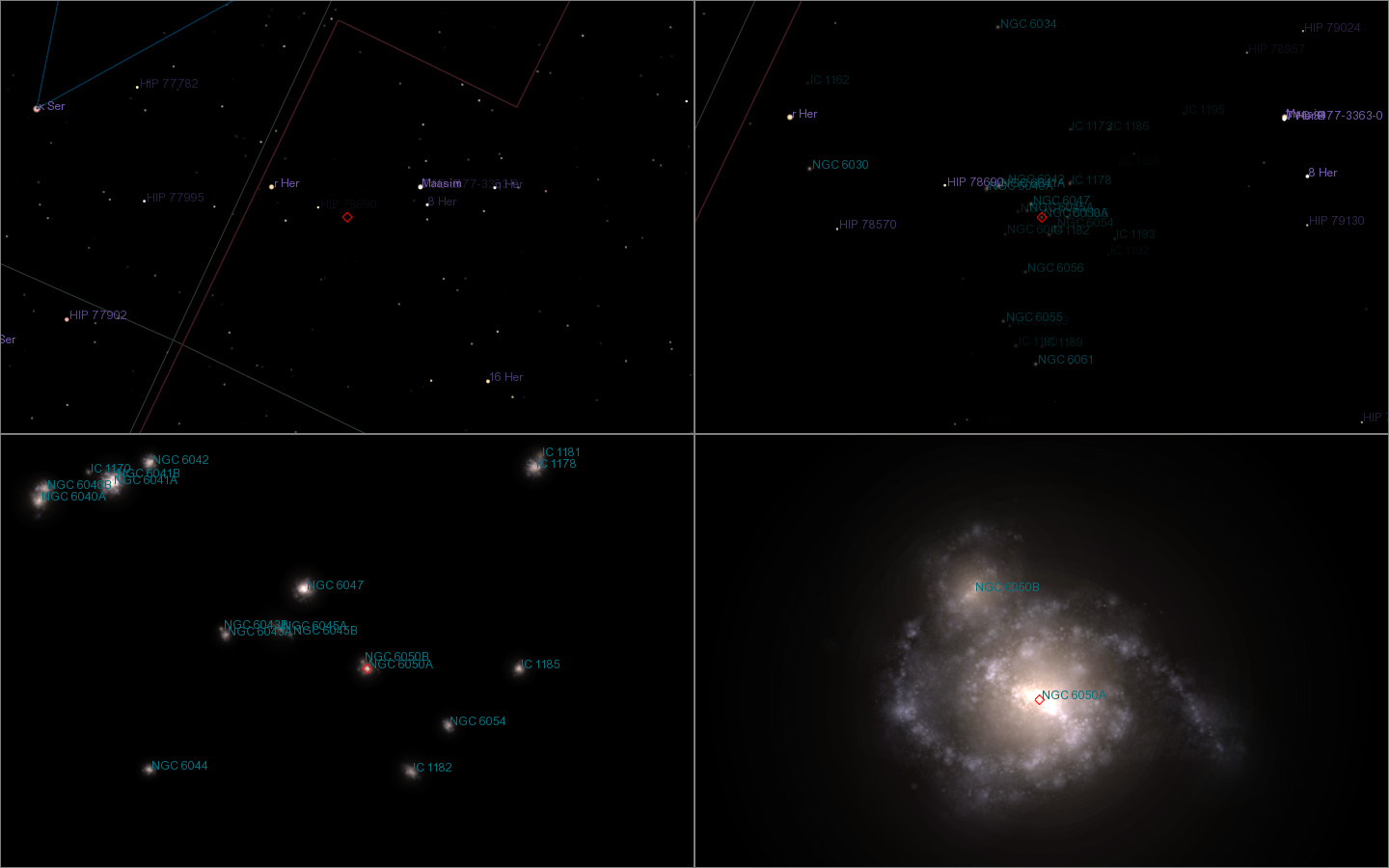
Celestia permite dividir la pantalla en diferentes vistas.

- Contiene el Catálogo Hipparcos (más de 120.000 estrellas)
- Buscador de eclipses solares y lunares hasta el año 9999.
- Es posible registrar con el programa un archivo de vídeo hasta una resolución de 720x576 píxeles.
- El tiempo puede ser puesto tan lejos en el futuro o en el pasado como desee. Las órbitas de planeta son  exactas en unos milenios alrededor del presente, y hay desbordamientos aritméticos de fecha en el año 5874774.
- Las constelaciones y las órbitas de planetas (incluyendo planetas extrasolares alrededor de las estrellas que tienen uno o varios), lunas, asteroides, cometas y satélites pueden ser indicadas.
- Los nombres de todos los objetos en el espacio pueden ser indicados: galaxias, racimos, estrellas, planetas, lunas, asteroides, cometas y satélites.
- Pueden mostrar los nombres de ciudades, cráteres, observatorios, valles, consiguiendo sitios, continentes, montañas, mares y otros rasgos de la superficie.
- Muestra el radio, la distancia, la duración del día y la temperatura media de los planetas.
- Muestra la distancia, la luminosidad en relación con el sol, la clase espectral, la temperatura y el radio de estrellas.
- El número de estrellas visibles puede ser modificado.
- El campo visual es infinitamente variable.
- La luminosidad evidente de las estrellas puede ser ajustada en tres etapas.
- El cuadro de la imagen puede ser dividido, para observar varios objetos al mismo tiempo.
- Puede usarse con Gamepad y joystick.
- Navegación especial con teclado o Nombre en Blanco.
- Las actividades de Celestia solo funcionan con versiones ED.
- Algunas versiones de Celestia tienen elementos específicos. Un ejemplo es la versión 1.4.1 en la que la textura de nuestra galaxia es diferente.
- Existen añadidos (add-ons) producidos por autores independientes. Entre ellos hay texturas en alta definición de todos los planetas del sistema solar, modelos en tres dimensiones de todo tipo de vehículos espaciales históricos y actuales, reconstrucciones de misiones espaciales complejas y universos ficticios. También hay una serie de add-ons con fines educativos que incluyen, entre otros, lecciones de astronomía.

## Complementos
La distribución por defecto tiene un peso de alrededor 30 megabytes solamente; sin embargo los usuarios tienen la opción de expandir la calidad y contenido del programa más allá de los 10 gigabytes mediante complementos o add-ons.  En diversas páginas de distintos usuarios avanzados se pueden encontrar por ejemplo add-ons de numerosos satélites artificiales,  texturas con resoluciones hasta en 128k de los planetas y lunas del sistema solar, expandir el número de galaxias o estrellas e, incluso, existen complementos de las series de ciencia ficción como Star Wars. También se pueden agregar complementos interesantes como la lista de exoplanetas más actualizada que usuarios entusiastas publican en el mismo foro oficial de la página de Celestia. El add-on más grande es una esfera del tamaño del universo observable que corresponde a la radiación de fondo de microondas publicada por el usuario Selden Ball.

## Descarga
La descarga de la última versión está disponible aquí.